# Ryan Stiles
Ryan Lee Stiles (ur. 22 kwietnia 1959 w Seattle) – nominowany do nagrody Emmy amerykański aktor i komik. Znany jest z improwizacji w programie Whose Line Is It Anyway? i serialu The Drew Carey Show.

## Życiorys

### Młodość i kariera
Ryan Lee Stiles urodził się w Seattle, jako najmłodszy z piątki dzieci. Jego ojciec, Sonny Didio, był kierownikiem w zakładzie rybnym. Kiedy Ryan miał dziesięć lat, jego urodzeni w Kanadzie rodzice przeprowadzili się z rodziną do Richmond. Kiedy miał siedemnaście lat, rzucił szkołę, by zacząć karierę komediową. Pracował w firmie swojego ojca, by zarobić na życie, w tym samym czasie występując ze skeczami w nocnym klubie w Vancouver oraz improwizując w Vancouver Theatre Sports League. W 1986 Stiles wstąpił do kabaretu The Second City z Toronto. W 1990 roku został zauważony przez producenta brytyjskiego improwizowanego, komediowego show - Whose Line Is It Anyway?. Stiles występował w programie regularnie do 1998 roku, a potem show został przeniesiony do Stanów Zjednoczonych.
Stiles wystąpił w filmie Hot Shots! i Hot Shots! 2 (grał różne role). Grał również w nominowanym do Oscara filmie "Rainbow War". W telewizji był gościem w takich serialach jak Mad About You, Parker Lewis Can't Lose, i Dharma i Greg. Grał także drugiego męża Judith (Marin Hinkle) w serialu Dwóch i pół. Występował również w reklamach Yugo, Slim Jim, Pizza Hut, Lotto 6-49, FedEx Kinko's, Playskool oraz Progressive Auto Insurance.
W 2004 roku Stiles wystąpił w pilocie Drew Carey's Green Screen Show ale jego występ nigdy nie został pokazany w telewizji przez 12 odcinków serii. W 2005 brał udział w promocji gry Conker: Live & Reloaded.
Jego podobizna naturalnej wielkości stała w sklepach Kinko's. Była ona podpisana imieniem "Kenny" i tak właśnie Ryan przedstawiał się w reklamach tej firmy.
Stiles również występował w reklamie KFC Fillet Tower Burger i KFC Mega Bucket w brytyjskiej telewizji.
We wrześniu 2007 roku Ryan zaczął występować w reklamach "Believe in Play" firmy Playskool produkującej zabawki.

### Życie prywatne
W 1989 ożenił się z Pat McDonald, poznał ją jako kelnerkę. Żyli jeszcze razem przed ślubem przez 7 lat. Mają trójkę dzieci: Mackenzie (1992), Sam (1995) i Claire (2004).
Jego bliskim przyjacielem jest Colin Mochrie.